# Datolit
Datolit är ett kalciumborhydroxidnesosilikat med den kemiska sammansättningen CaBSiO4(OH), som tillhör gruppen nesosilikater. Den observerades första gången av Jens Esmark 1806 och namngavs av honom från δατεῖσθαι, "att dela" och λίθος, "sten", i anspelning på det massiva mineralets granulära struktur.

## Egenskaper
Datolit kristalliserar i det monokliniska kristallsystemet och bildar prismatiska kristaller och nodulära massor. Det är ett oftast genomskinligt och ofärgat, men ibland gul- till grönaktigt, mineral med glasaktig lyster och vitt streck (pulverfärg). Det har hårdheten 5,0–5,5 på Mohs hårdhetsskala och dess specifika vikten är 2,8–3,0 g/cm3. 

## Förekomst

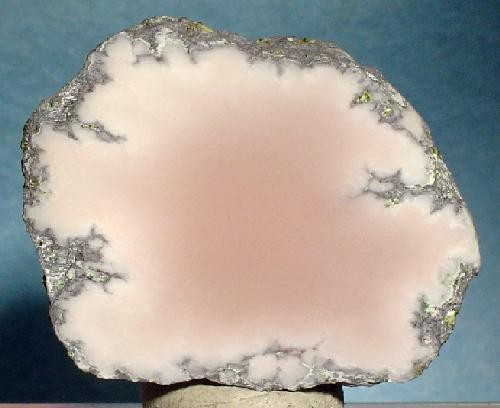
Polerad datolitnodul från Quincy Mine i Michigan’s Copper Country (storlek: 4,1 x 3,3 x 1,7 cm)

Typlokalerna är i diabaserna i Connecticut River Valley och Arendal, Aust-Agder, Norge. Närliggande mineraler är prenit, danburit, babingtonit, epidot, naturlig koppar, kalcit, kvarts och zeoliter. Det är vanligt i kopparfyndigheterna i Lake Superior-regionen i Michigan. Det förekommer som ett sekundärt mineral i mafiska magmatiska bergarter som ofta fyller vesiklar tillsammans med zeoliter i basalt. Till skillnad från de flesta orter över hela världen är förekomsten av datolit i Lake Superior-regionen vanligtvis finkornig i struktur och har färgade band. Mycket av färgningen beror på införandet av koppar eller associerade mineraler i progressiva stadier av hydrotermisk nederbörd.
Botryolit är en botryoidal form av datolit.